# アルベロベッロ
アルベロベッロ（イタリア語: Alberobello）は、イタリア共和国南部のプッリャ州バーリ県に属する、人口約1万1,000人の基礎自治体（コムーネ）である。
ここに約1,500軒の「トゥルッロ（trullo)」と呼ばれる伝統的な家屋が現存することで知られている。トゥルッロの主な建材は石灰岩である。石灰岩の石積みの壁の表面に漆喰を塗った白壁に、円錐形の石積み屋根を載せたこの家屋は、16世紀から17世紀にかけて開拓のために集められた農民によって建設された。かつてこの地方に広く見られたものの、周辺地域では姿を消していったトゥルッロ群（トゥルッロの複数形の「トゥルッリ（trulli)」）が、アルベロベッロに現存する。住居や店舗として利用されている景観は貴重であるため、1996年に「アルベロベッロのトゥルッリ」の名称で世界遺産として登録された。

## 名称
地元のバーリ方言 (it) では、Aiarubbédde と呼ばれる。
地名の Alberobello は、「美しい樹」を意味する。この土地の中世の時代の名称である silva arboris belli に由来する。

## 地理
アルベロベッロは、イタリア半島を縦貫するアペニン山脈の南端付近に位置する。なお、近くで石灰岩が産出する。また隣のコムーネのカステッラーナ・グロッテにはカステッラーナ鍾乳洞が存在する。このように豊富な石灰岩を利用してトゥルッロが建設されてきた。

### 位置・広がり
アルベロベッロはバーリ県南東部、ヴァッレ・ディトリア (it:Valle d'Itria) （イトリア谷）に位置するコムーネである。ターラントから北へ約36キロメートル、県都・州都バーリから南東へ約48キロメートル、マテーラから東北東へ約55キロメートル、ブリンディジから西北西へ約61キロメートルの距離に位置する。テッラ・デイ・トゥルッリ (it:Terra dei Trulli) （トゥルッリの土地）と呼ばれる地方の中心地である。
アルベロベッロの領域内には、隣のコムーネのカステッラーナ・グロッテの飛地が存在する。

#### 隣接コムーネ
隣接するコムーネは以下の通り。BRはブリンディジ県、TAはターラント県を示す。
- モノーポリ - 北
- ファザーノ (BR) - 北東
- ロコロトンド - 東
- マルティーナ・フランカ (TA) - 南東
- モットラ (TA) - 南西
- ノーチ - 西
- カステッラーナ・グロッテ - 北西

### 市街・集落
アルベロベッロは、21世紀初頭の現在も約4分の1の建物がトゥルッリであり、ヴァッレ・ディトリアのトゥルッリ文化の中心地として世界遺産に登録された。世界遺産として登録されている地域は、アイア・ピッコラ地区（Aia Piccola）とモンティ地区（Monti、「リオーネ・モンテ地区」とも）である。アイア・ピッコラ地区には1,030軒、モンティ地区には590軒のトゥルッロが現存する。

## 歴史

### 定住の始まり
14世紀半ばにターラント公ロベルト (Robert, Prince of Taranto) が、この地方の領主権をコンヴェルサーノ伯に与えた際に、現在のアルベロベッロの周辺は「無人の土地」と記録されている。したがって、この地域はコンヴェルサーノ伯の荘園とされて以降に、カゼッレ（caselle）と呼ばれ、領内の他の地域から開拓のために農民が移されたと考えられる。ただし、すでに西暦1000年頃には現在のアイア・ピッコラとモンティには、集落が形成されていたとする研究も有る。
この地域への人々の定住が初めて記録された時期は16世紀初頭である。定住が進んだ理由は、コンヴェルサーノ伯アンドレア・マッテオ3世・アックアヴィーヴァ・ダラゴーナ (it:Andrea Matteo III Acquaviva) が推進したためである。アックアヴィーヴァ家 (it:Acquaviva (famiglia)) はナポリ王国有数の名門貴族の家系で、アンドレア・マッテオ3世の父であるジュリオ・アントニオ1世 (it:Giulio Antonio I Acquaviva d'Aragona) が、コンヴェルサーノ伯爵領を入手した。アンドレア・マッテオ3世はノーチの属地であったこの地域に、約40家族の農家を開拓・営農のために入植させ、収穫物の1割を納める義務を課した。
16世紀半ばの記録によれば、モンティ地区には40軒のトゥルッリが存在した。

### ジャンジローラモ2世とトゥルッリ
アンドレア・マッテオ3世の子孫であるジャンジローラモ2世 (it:Giangirolamo II Acquaviva d'Aragona) （1600年 - 1665年、コンヴェルサーノ伯在位: 1626年 - 1665年）は、Guercio delle Puglie の名で知られ、勇猛な武人、有能な荘園経営者、芸術家のパトロン、そして暴君として多くの逸話が語られる人物である。彼の最後の約20年は、暴政を理由として国王に逮捕・幽閉され、スペインで客死した。ジャンジローラモ2世は、しばしばこの地で狩猟を催して滞在した。1620年にジャンジローラモ2世は、この地に製粉所、パン屋、宿屋を建てさせ、町の拡大が始まった。

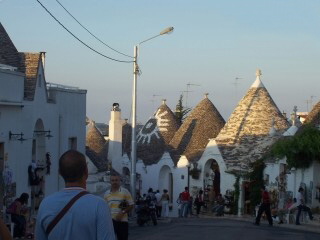
とんがり屋根のトゥルッリ。

この地方の地質は石灰岩質であり、この付近では先史時代から石灰岩を住居の建材として用いる方法が発展してきた。モルタルなどの接合剤を使わずに石灰岩の切石を積み上げる乾式工法で建設され、表面に漆喰を塗って仕上げたトゥルッロ（「部屋1つ屋根1つ」の意）は、ここに住む農民達にとって入手し易い材料で作られた。そうした中で、気候風土に合うように発展を遂げた建物である。一方で、農民の家は解体し易いように、簡易に建設する事が領主によって命じられていたともいう。その理由としては2つ挙げられ、1つは反抗的な農民への見せしめ、もう1つは課税対策であった。
当地のトゥルッリについては以下のような話が伝わる。伯爵は家屋の建築にあたってモルタルを使わない方法のみを認めたため、市街地にはトゥルッリが広がった。伯爵がこのような建築を義務化した理由としては、ナポリ王国のスペイン人総督に納める税を逃れる意味合いが有った。この税は1700年まで効力が有った。Pragmatica de Baronibus によれば、新たな町の建設には王の認可が必要で、領主は王宮に税を納めなければならなかった。このため、取り壊しを行い易いような家屋を建てさせ、王の監督官が視察に来る際には領民に命じて取り壊させていた、というのである。実際に、1644年のナポリ王国の徴税官の報告書には、徴税を妨害するための家屋解体が行われたという記載も存在する。
なお、トゥルッロの簡易な構造と節税とを関連させる話としては「『漆喰で塗装された屋根のある家』が課税対象であったため、徴税人が来る際に住民が屋根を取り壊した」という話も伝えられている。

### 近代
18世紀末まで、この地はアックアヴィーヴァ・ダラゴーナ家の荘園であった。18世紀末の時点の人口として3500人が数えられている。住民達の働きかけにより、1797年5月27日にブルボン家のナポリ王フェルディナンド4世は、この村を王領都市（città regia）として、農奴制から解放した。現在のアルベロベッロという地名は、この土地の中世の名（silva arboris belli）にちなんで命名された。
トゥルッリはこの地方では広く見られた建築であり、例えば20世紀前半までならばヴィッラ・カステッリの旧市街にはトゥルッリが立ち並んでいた。しかし、やがてそうした景観は失われていった。アルベロベッロでも19世紀以降は、トゥルッリの新築は急速に無くなっていった。それでも、アルベロベッロには多くのトゥルッリが残り、世界遺産として登録される前の20世紀後半には、すでに観光地として知られていた。そうした中で、1996年に「アルベロベッロのトゥルッリ」が世界遺産として登録された。

## 姉妹都市・友好都市

### 姉妹都市
- アイイ・アナルギリ（ギリシア語版）（ギリシャ）[10]
  - 1997年5月26日に姉妹都市協定を調印した[10]。

文化的・宗教的な役割を担ってきた点が共通しており、気候や農作物が似ている点も姉妹都市協定の縁とされている。
- ロメンティーノ（イタリア）[11][12]
  - 2004年3月27日に姉妹都市協定を調印した[11]。

ロメンティーノには、アルベロベッロ出身の住民が多く暮らす点を縁とする。両町の関係は1950年代から始まり、ロメンティーノの約4000人の人口の約3分の1がアルベロベッロにルーツを持つ。
- 白川村（日本・岐阜県）[13]
  - 2005年3月3日に姉妹友好協定を調印した[14][15]

2001年にアルベロベッロから提携を打診した。これ以後交流を深め、2005年3月3日に白川村で協定に調印した。いずれも住居集落が世界遺産に登録された。
- ハッラーン（トルコ）[16]
  - 2013年11月8日に姉妹都市協定を調印した[16]。

ハッラーンには古代都市の遺跡が存在し、建材こそ違うものの、日干し煉瓦で作られたトゥルッリに似た構造の住居が残っている。トゥルッリの構造のルーツをオリエントに求める議論が有り、姉妹都市協定の縁とされている。

### その他の協定
これらの他に2013年には、同じプッリャ州内に属しており、世界遺産を擁するモンテ・サンタンジェロ（イタリアのロンゴバルド族:権勢の足跡 (568-774年)）、アンドリア（カステル・デル・モンテ）と、文化遺産･景観の保護や観光業に関する協力協定を結んだ。

## 施設
ラ・カーサ・ロッサ
1940年にイタリア政府は、それまで農業学校として使われていたマッセリア・ギガンテ（Masseria Gigante）と呼ばれる建物と農場、計72ヘクタールの土地を収用した。この施設は、収用当初は民間人抑留施設・刑務所として、またユダヤ人の輸送・抑留拠点として1943年9月まで用いられた。ファシスト政権が敗北すると、今度はファシスト・戦争犯罪人の拘置施設として1946年まで利用された。その後、第2次世界大戦と戦後の混乱の中で生じた様々な難民（ドイツ人、アルバニア人のムスリム、オーストリア人、ユーゴスラビア人、ロシア人の正教徒、バルト三国の人々、脱走兵など）の収容施設として1947年から1949年まで利用された。建物の塗色から「赤い家（イタリア語: La casa Rossa）」の名で呼ばれるマッセリア・ギガンテは、2007年にプッリャ州の史跡に指定され、ショアー（イタリア語: Shoah）と戦争とを記憶する博物館として利用されている。

## 交通

### 鉄道
- スド・エスト鉄道
  - バーリ＝マルティーナ・フランカ＝ターラント線（イタリア語版）（イタリア語: Ferrovia Bari-Martina Franca-Taranto）